# Lithobius borisi
Lithobius borisi är en mångfotingart som beskrevs av Karl Wilhelm Verhoeff 1928. Lithobius borisi ingår i släktet Lithobius och familjen stenkrypare.
Artens utbredningsområde är:
- Bulgarien.
- Grekland.

Inga underarter finns listade i Catalogue of Life.